# カグラバチ
『カグラバチ』は、外薗健による日本の漫画。『週刊少年ジャンプ』（集英社）において、2023年42号から連載中。漢字表記は「神楽鉢」。父を殺された少年が父の遺した妖刀を手に復讐を誓う剣戟バトルアクション漫画。

## 沿革
2023年9月11日、『週刊少年ジャンプ』41号より、「JUMP NEXTWAVE 新連載3連弾」を開始。本作はその2作目として、同年9月18日、42号より連載を開始。連載開始時にはPVを公開。
2024年2月3日、単行本第1巻の発売を記念してボイスコミックを公開。第1巻には堀越耕平、2巻にはVaundy、3巻には岸本斉史が、それぞれ帯にコメントを寄せている。
2024年8月28日、「次にくるマンガ大賞 2024」コミックス部門にて1位を獲得。
2024年12月には第70回小学館漫画賞の最終候補に選出される。
2025年4月、「第49回（2025年度）講談社漫画賞」少年部門の候補作品に決定。
2025年4月28日、第7巻の発売をもって累計発行部数220万部を突破している。
2025年5月、第4回マガデミー賞のこだわり賞を受賞。

## あらすじ

### 序章（第1話〜第2話）
かつて日本では斉廷戦争（せいていせんそう）が起こり、六平国重（ろくひら くにしげ）が作った妖刀六工がその勝利に貢献し、国重は「英雄」と称えられる。戦後、国重の息子である15歳の六平千鉱（ろくひら ちひろ）は父と二人で暮らしながら刀匠を目指していたが、六平家に妖術師集団「毘灼（ひしゃく）」が突如侵入。国重は殺害され、妖刀も全て奪われる。突然父を失い、妖刀を巡る人々の思惑や父の刀への思いを実感した千鉱は、父の復讐と妖刀の奪還を決意する。 その後、千鉱は遺された七本目の妖刀「淵天（えんてん）」を手に、国重の旧友の柴登吾（しば とうご）とともに毘灼の情報を求めて各地の反社会的組織を殺してまわっていた。

### VS双城編（第3話〜第18話）
ある日、情報屋のヒナオから妖刀の目撃者らしき人物がいたと連絡があり、二人はその人物に会いに行く。その目撃者とは「シャル」と名乗る孤児であった。シャルは「悪者から守ってほしい」と言い、真偽を疑いつつも詳細を尋ねようとする千鉱だったが、二人のもとに次々に妖術師が襲来する。柴や薊（あざみ）の助けもあり、なんとかヒナオの店に生きて帰ってきたが、妖刀「刳雲（くれぐも）」を所有する双城厳一（そうじょう げんいち）に襲撃されてしまう。そうして、シャルと刳雲をめぐる千鉱と双城の争いが幕を開けた。

### 楽座市編（第19話〜第44話）
千鉱は引き続き妖刀と毘灼を追っていた。楽座市という闇の競売に妖刀「真打」が出品されるという情報を掴んだ千鉱は、楽座市を取り仕切る漣家（さざなみけ）に接触を試みる。そんな時、不祥事を起こして漣家を追放された漣伯理（さざなみ はくり）と出会い、協力関係に。神奈備（かむなび）所属の香刈緋雪（かがり ひゆき）の襲撃をかわしながら、漣家当主の漣京羅（さざなみ きょうら）を奇襲する作戦をたてるが、失敗。伯理の命と引き換えに淵天を奪われてしまう。しかし、淵天を利用し漣家固有の蔵の謎を解き明かすことに成功。そして楽座市当日11月8日、千鉱らは淵天と真打を取り返し楽座市を終わらせるべく潜入を開始する。

### 所有者暗殺編（第45話〜第86話）
真打を再封印するため神奈備に預けることにした千鉱は、神奈備に悪用されないために自らも神奈備の戦力になることを決意する。その後、神奈備本部にて尋問を受ける千鉱だったが、その最中に妖刀所有者を匿うための要塞のひとつ、国獄温泉（こくごくおんせん）が毘灼の襲撃によって壊滅したとの報告を受ける。国獄温泉にて匿われていた漆羽洋児（うるは ようじ）は脱出しており、神奈備からの信頼を得るべく千鉱と伯理は彼を護衛することになる。刺客を倒して漆羽と合流した千鉱と伯理は、別の妖刀所有者である座村清市（さむら せいいち）の元へ向かう。しかし、その途中、毘灼の一人である昼彦（ひるひこ）が千鉱達の前に現れる。

### 神奈備本部迎撃編（第87話〜）
座村と和解した千鉱は2人で東京へ急ぐ。そんな中、幽（ゆら）率いる毘灼が東京にある神奈備本部を襲撃しようとしていた。それを察知した神奈備は一般人への被害を鑑みて本部の中に入れることを決定。しかし、神奈備に毘灼の内通者や人質を取られた者が多数存在することが確認される。薊は第一層で毘灼を迎え撃ち、伯理は真打を蔵に取り込むために蘇生された漆羽と共に最下層を目指す。上層部直属部隊所属の白廻斬（しらかい きり）や巳坂奈ツ基（みさか なつき）も戦いに加わり、神奈備本部を舞台に神奈備と毘灼の全面対決が繰り広げられる中、最下層に封印されているはずの剣聖（けんせい）が動き出す。

## 登場人物
声の項はボイスコミックの担当声優。

### 主要人物
六平 千鉱（ろくひら ちひろ）
声 - 石毛翔弥
本作の主人公。妖刀「淵天」の所有者。8月11日生まれの18歳。刀匠の父である国重を尊敬し自らも刀匠を志していたが、毘灼の襲撃に遭い国重を殺され妖刀を奪われたことで、国重の信念を継ぎ妖刀を悪者から取り返すことを決意する。 襲撃の際に負った左の頬の大きな傷跡は、毎日新鮮な憎しみを得るためにそのままにしている。冷静かつ寡黙であり、常に無表情気味だが心根は優しい性格。生活力のない国重の世話をしてきたため、家事が得意で面倒見が良い。戦闘では主に妖刀「淵天」を用いるが、脇差も振るう。長年妖刀と触れ合ってきたことによる妖刀との親和性の深さと知識、父親譲りの類まれな観察力などを武器に毘灼をはじめとした悪人たちと戦い抜く。
六平 国重（ろくひら くにしげ）
声 - 藤巻健太
千鉱の父。享年37歳。6月5日生まれ。日本一の刀匠。変なTシャツをよく着ている。特別な技法にて雫天石を安定させ、妖刀を製造する技術を持ち、斉廷戦争を勝利に導いた妖刀６本を作成した功績で「英雄」と呼ばれ、千鉱も彼を目標としていた。その一方で生活能力は皆無で息子の千鉱に頼っている。3年前に突如結界を破って現れた毘灼によって殺害され、妖刀を奪われる。彼の刀に対する信念は今も千鉱の復讐の原理となっており、双城や漆羽からも尊敬されている。
柴 登吾（しば とうご）
声 - 福島潤
元神奈備の妖術師。10月15日生まれの39歳。金髪が特徴の大柄な男性。国重や薊の旧友で、戦後は神奈備上層部と国重の身柄について揉めた過去がある。六平家を度々訪れては六平親子と交流し、また、国重の頼みで千鉱を外に遊びに連れ出していた。国重の死後は千鉱と行動を共にし、毘灼についての情報収集の他、荒事にも協力しているが、一方で無茶をしがちな千鉱や伯理の行動には気苦労が絶えない。飄飄とした態度と大きな声、関西弁の口調でムードメーカー的存在だが、目的のためには殺人や拷問も行う冷酷さも持ち合わせている。妖術師としての実力は高く、毘灼の統領である幽から「妖術師の天井を叩く」と言われるほどであり、特に瞬間移動の妖術を戦闘に用いる。
漣 伯理（さざなみ はくり）
闇の競売である楽座市を約200年に渡って取り仕切る一族・漣家の少年。3月27日生まれの17歳。優れた妖術師を輩出してきた漣家に生まれながらまったく妖術を扱えず、落ちこぼれとして父の京羅から見放され、弟の天理から軽蔑され、兄の宗也から暴力を伴った歪んだ愛情を注がれていた。そのため自己肯定感が極端に低く、自分の命を「価値」として見る傾向にある。楽座市に商品として出される予定であった氷の肌の女に配膳をする仕事を与えられていたが、その女に絆され脱走に協力し、その女が自死した責任を取って漣家から追放された。千鉱の戦闘を目撃した際に衝撃を受け、その後ヤクザに捕まっていたところを偶然千鉱に助けられて以降、妖刀をめぐる謀略と戦闘に足を踏み入れる。騒がしいところもあるが、楽座市を終わらせるために自身の家族を殺すことを厭わず、命を懸けて頭痛に苦しみながらも妖刀を転送したりと、覚悟の強さが伺える。戦闘経験は薄いが、漣家相伝の「威葬」だけでなく、初代漣家当主以来の「蔵」も有する天才。

### 神奈備
斉廷戦争後に設立された、妖術師を統括する公的組織。前身は「対妖術戦略陸軍」という組織だった。
香刈 緋雪（かがり ひゆき）
神奈備の最高戦力と称される妖術師。「個」で妖刀に対抗し得る妖術「炎骨」を持つ。炎骨のことを「陸郎」と呼ぶ。どんな信念があろうが個人で妖刀を振るうなら結局それは利己的なものであり、妖刀は神奈備によって管理されるべきという考えを持ち、千鉱と対立する。戦闘狂の節がある。敬語が使えず態度が悪く、考えることが多くなると思考を放り出す短気さを持つが、人命や大義がかかった場面での裏表や二枚舌を嫌がる美質を持ち、確かな善性を持った人物。スパゲッティが好き。
美原 多福（みはら たふく）
神奈備所属の妖術師。力士の恰好をした恰幅のいい大柄な男性。基本的に緋雪とタッグを組んで動き、暴走しがちな緋雪をサポートする役目を負う。自分の周囲の空間をコピーして自分とターゲットをその空間に移動させる隔離結界術を使う。冷静かつ穏やかな性格で千鉱の本質を見抜き、緋雪と共に味方になる。

#### 上層部
全部で9人おり、戦闘力は薊が頭一つ抜けているが、他もそれに近い戦力を有している。上層部はそれぞれが独自の精鋭部隊＝上層部隊を抱えている。
薊 奏士郎（あざみ そうしろう）
神奈備上層部の妖術師。斉廷戦争時、神奈備の前身である「対妖術戦略陸軍」にて、当時弱冠18歳にして大佐に昇進したほどの実力の持ち主。36～37歲（推測）。4月24日生まれ。戦後、六平親子の生活に便宜を図っており、国重の死後は柴と共に千鉱の協力者となった。片目が隠れた髪型が特徴。 妖術なしで敵を圧倒し、小細工を踏み躙る圧倒的殴殺力（パワー）の持ち主。
壱鬼（いちき）
神奈備上層部の妖術師。サングラスを掛けた小柄な老人。若いころの柴と薊の2人を相手取れるほどの実力を持つ。上層部の中でも主要な人物で、妖術師としてのキャリアも豊富。六平派。
区堂（くどう）
神奈備上層部の妖術師。小柄でマスクをしている。「士透（しとお）」という妖術を持つ。六平派。
毘灼による神奈備本部強襲時に伯理を庇って死亡したと思われる。
亥猿（いざる）
神奈備上層部の妖術師。対になった顎髭が特徴的。反六平派。

#### 上層部直属部隊
上層部の人間がそれぞれ持つ直属の精鋭たちの部隊。

##### 薊隊
対刳雲特選部隊として、双城を殺し刳雲を回収すべく集められた精鋭たち。
萩原 幾兎（はぎわら いくと）
対刳雲特選部隊隊長。「磁戒（じかい）」という妖術を持つ。双城との戦いで両足を失う。
真智 カザネ（まち かざね）
対刳雲特選部隊所属。新人。「怪魑（かいち）」という妖術を持つ。双城との戦いで右腕を失う。
張間 梓弓（はりま しゆみ）
対刳雲特選部隊所属。「岩垂（がんすい）」という妖術を持つ。双城との戦いで殉職。
具柄 一（くがら はじめ）
対刳雲特選部隊所属。自らの身体を鉄化できる妖術師。双城との戦いで殉職。
卯月 清彦（うづき きよひこ）
対刳雲特選部隊所属。「如縛（じょばく）」という妖術を持つ。双城との戦いで殉職。
笠原 誠（かさはら まこと）
対刳雲特選部隊所属。腕を変形・巨大化できる妖術師。双城との戦いで殉職。

##### 区堂隊
加島（かしま）
区堂隊所属。部隊長。伯理を庇い殉職。

##### 亥猿隊
白廻斬（しらかい きり）
亥猿隊所属。白廻逸夫の孫。自身の身長よりも長い約2mの大太刀「鬼池華（おにちか）」を単純に振るうのではなく、刀と共に舞うように動くことで大太刀の欠点を克服しつつ戦う。

##### 十河隊
巳坂奈ツ基（みさか なつき）
十河隊隊長。伊武基の2歳差の弟。

#### 慚箱の護衛者

##### 国獄湯煙スクワッド
国獄温泉にて保護されていた漆羽を護衛する妖術師たち。毘灼による国獄温泉襲撃の際、漆羽を逃がした後奮戦するも昼彦らに殺害された。
伏見（ふしみ）
頭のバンダナが特徴の男性。漆羽の護衛者の一人。29歳。

##### 巻墨
仙沓寺にて保護されていた座村を護衛する妖術師たち。正式名称は神奈備御庭番座村親衛隊「巻墨（ますみ）」。元は神奈備の前身となった組織を主として自我を払い忠を尽くしてきた忍の一族。
郎（ろう）
巻墨の隊長。一見幼い少年の姿をしているが、実年齢は２０歳を超えたれっきとした成人男性。尊敬する座村の真似をして煙草の代わりにシガレットラムネを食べる。
炭（すみ）
巻墨。負傷した伯理の回復を担当するなど医療に優れた妖術を使う他、バイクも乗りこなす。
杢（もく）
巻墨の一員。高身長で体格のいい男性で、戦闘の他転送術にも秀でている。

### 妖刀契約者
剣聖（けんせい）
斉廷戦争にて妖刀「真打」を振るった人物。詳細不明。斉廷戦争の末期、真打の力で精神に異常を来たし、降伏した小国に対して能力「蠱（こどく）」を発動して、小国の民およそ20万人を殺戮した。剣聖の暴走は他の五人が食い止めたが、彼はのちに幽閉され、国重暗殺を経た現在も幽閉が続いている。政府は表向きには剣聖ほか妖刀契約者を戦争を終結させた英雄ということにし、小国民の抹殺を隠蔽している。
漆羽 洋児（うるは ようじ）
斉廷戦争にて妖刀「酌揺」を振るった人物。緑がかった髪に目尻に紅をさした男性。国重死亡後は国獄温泉に匿われて生きる意味を見失っていたが、楽座市の翌日、毘灼の襲撃を受け脱出し、千鉱と伯理と合流する。その後、昼彦らの襲撃部隊と戦い、昼彦らを引き付ける千鉱と別れて伯理とともに座村清市のいる仙沓寺に向かい、そこでも毘灼と戦う。座村清市と同じく居合白禊流の門弟。離反した座村によって殺されたと思われていたが、飛宗の妖術によって蘇生され秘密裏に生かされていた。本来は「紅演（こうえん）」という妖術を持つ。
座村 清市（さむら せいいち）
斉廷戦争にて妖刀「飛宗」を振るった人物。人を斬る光景に対する煩悩を嫌うことから自身で眼を傷つけた盲人の男性。眼以外の他の器官が超人的に優れているため、音と匂いと気配で周囲を把握することができ、納刀時の金打で生じる音の反響で敵の方向や距離、大きさを捉える反響定位を利用して戦う。居合白禊流の師範代で、漆羽のかなり上の兄弟子に当たる。常にタバコをくわえているがあくまで気を紛らわしているだけで吸わない。柴とは旧友で、千鉱が14歳のときに一度千鉱と会っている。数年前に幽に接触され、数年後に蠱が再度起きることを知らされる。剣聖を殺し罪の清算をするために離反した。
巳坂 伊武基（みさか いぶき）
斉廷戦争にて妖刀「刳雲」を振るった人物。戦争終結から15年後、六平国重が毘灼の襲撃により殺害されたのと同時期に北兜によって殺害されている。巳坂奈ツ基の2歳差の兄。

### 毘灼
3年前、国重を殺し妖刀を奪った少数の妖術師組織。手の甲に炎の紋章がついているのが特徴。
幽（ゆら）
毘灼の統領。国重殺害の首謀者。己が真打を振るうために、妖刀をめぐる極限の謀略をしかける。盆栽のような木を操る妖術を扱う。妖術を使わずに格闘することもでき、千鉱に腕を斬られても眉一つ動かさずにその腕を投げて目くらましをするなど未知数な敵。千鉱の様子を楽しんでいる節がある。斉廷戦争での小国の民の抹殺についても知っており、謎が非常に多い。
昼彦（ひるひこ）
毘灼の一員。薄ピンク色の長髪の青年。「血鶴」という妖術を扱う。18歳。漆羽を逃がした国獄の護衛者を殺して見せしめにしたり、千鉱を歌舞伎の悪役に見立てて一般人が恐れ逃げる様を見せつけたり、同じ人殺しだと千鉱と「友達になれる」と宣ったりなど悪辣な手段を使う。3歳で初めて人を殺してから戦闘はすなわち生きることであり、玄力の扱いはもはや呼吸と同じ。素人であるはずの刀を振るい礼玄一刀流の師範である戦国与次郎に勝利するほどの天才。千鉱に対して奇妙な友情を勝手に感じており、対等に斬りあうことを目指している。
久々李（くぐり）
毘灼の一員。斗斗とともに座村の娘を狙う。背中にある妖刀は命滅契約が解除されていないため使えないが、理解を深めるために背負っている。剣士との斬り合いを「対話」として好んでおり、「斬欲」が溜まると仕事や仲間を放棄して斬り合いに興じる。「破暮（はぐれ）」という妖術を持つ。
斗斗（とと）
毘灼の一員。久々李とともに行動している小柄な女性。
北兜（ほくと）
毘灼の一員。3年前に伊武基と国重を殺害した実行犯の1人。「ヨロイ君」という人形を使役する妖術を持つ。

### その他の妖術師
双城 厳一（そうじょう げんいち）
神奈備のブラックリストに載るほどの大物武器商人。30歳。6月6日生まれ。背中に勾罪モチーフの刺青を入れている。毘灼から「刳雲」を渡され、雫天石の実験を行い、成果を毘灼に授けるなど毘灼と協力関係にあった。「俺は六平国重を心から愛している」と国重に妄信的だが、「妖刀は殺戮兵器」だと解釈をしている。雫天石の安定化のためには鏡凪一族の特殊な細胞が必要だという理由で鏡凪一族の生き残りである鏡凪シャルを追っており、その中で千鉱と出会い戦うことになる。ミスを犯した手下をその家族もろとも殺したり、身体を温めるためという理由で妖術師を殺したり、どうせ再生するからとシャルにまともな食事を与えなかったりと性格は非常に残虐で冷酷。しかし、妙な愛嬌や真面目さを見せることもあり、刺青禁止の銭湯には行かなかったり、風呂上がりにはフルーツ牛乳を飲むことをルーティンとしていたりする。
円 法炸（まどか のりさく）
双城の手下。爆発するダルマを生成する能力を使う。妖術師の経歴は浅く、双城の命を受けシャルを捜索していたが、シャルを保護した千鉱と戦闘になって敗れて捕まり、柴の拷問のあと解放される。その後双城に仕事を全うしなかったツケとして家族もろとも殺された。
死柳兄弟（しぎゅうきょうだい）
一般家系の出身でありながら、かつての将校を含む11人の神奈備職員を惨殺した2人組の妖術師。処刑人薊に殴殺された。

#### 漣家
闇の競売・楽座市を200年以上に渡って運営している一族。
漣 京羅（さざなみ きょうら）
漣家当主。「蔵」という妖術を用いる。楽座市にて「真打」を取り返そうとする千鉱らと戦うことになる。伯理の実の父親で、使い物にならないどころか楽座市の邪魔をした伯理を追放した。主席競売人らしく口が上手く交渉が達者。双城が開発した武器を毘灼を介して仕入れるなど、毘灼との関わりがあった。
漣 宗也（さざなみ そうや）
漣家当主親衛隊「濤」の一員。23歳。9月16日生まれ。「威葬」という妖術を扱う。実の弟である伯理を溺愛しているが、暴力を愛情表現だと思っている。濤の中でも随一の実力者で、京羅よりも頭がキレるらしいが、伯理を前にすると思考力が著しく低下しバカになる。
漣 天理（さざなみ てんり）
漣家当主親衛隊「濤」の一員。16歳。2月8日生まれ。「威葬」という妖術を扱う。実の兄である伯理を無能だと罵り見下している。最年少で濤になった天才。
漣 円慈（さざなみ えんじ）
漣家当主親衛隊「濤」の一員。29歳。「威葬」という妖術を扱う。
漣 珠紀（さざなみ たまき）
漣家当主親衛隊「濤」の一員。22歳。「威葬」という妖術を扱う。

### 刀の流派に属する人々

#### 居合白禊流
白廻 逸夫（しらかい いつお）
居合白禊流の師範。「最速こそ最強」と考え、居合白禊流を編み出した。
座村 清市（さむら せいいち）

漆羽 洋児（うるは ようじ）

#### 礼玄一刀流
戦国 与次郎（せんごく よじろう）
礼玄一刀流の師範。京都殺戮ホテルの総支配人も務めている。

### 非妖術師の人々
ヒナオ
声 - 唯野あかり
喫茶「ハルハル」を経営しながら妖術師に仕事を斡旋している女性。柴とは付き合いが長く、その関係で千鉱のために妖刀の情報を探っていた。戦闘力はないが、頭の回転が速く肝が据わっている。ツーサイドのお団子ヘアーがトレードマーク。
鏡凪 シャル（きょうなぎ シャル）
声 - 立石みこ
高い治癒能力を持つ鏡凪一族の生き残りの少女。その治癒能力は他人にも効果があり、そのせいで双城に追われていた。他者に対する治癒は、「その人の傷が早く治って欲しい」という想いから成り立つ。
Mr.イナズマ
一般人の少年で本名は裕（ゆう）。楽座市に出品されている姉を救うために恐怖をこらえながらMr.イナズマを名乗り、単身で乗りこむ。危うく殺されそうになっていたところを、千鉱に助けられる。
氷の肌の女
楽座市の商品として「蔵」に収容されていた女性。肌から冷気を発する特殊体質を持つ故に辛い人生を送っており、唯一理解を示してくれた恋人から裏切られた過去を持つ。伯理の傷を肌の冷気で癒したことで徐々に打ち解けるようになるが、伯理が脱出を幇助した際、蔵にあった小刀で自害した。彼女の死は伯理の考えを根底から揺さぶり、その後の人生を大きく変える契機になった。
座村 イヲリ（さむら いをり）
座村清市の娘。17歳の高校生。座村夫婦の離婚後、母と暮らしていたが、母の病気により座村が預かることになる。当初は戸惑っていたものの、共同生活を送る中で親子として強い絆が生まれる。しかし、毘灼の流したフェイクニュースにより座村は人殺しという噂が流れ、悪質な嫌がらせを受ける。国重暗殺をきっかけに、座村が巻墨に「周囲の人間が彼女を座村の娘と認識できなくなる」妖術をイヲリにかけさせ、身の安全と神名備の監視からの自由のために記憶を改竄して彼女の死を偽装した。その後、座村の梟によって封印が和らぎ、千鉱や巻墨が現れたことで封印が解け、記憶を取り戻した。父と共に住んでいた時に刀の鍛錬をしており、自衛できるくらいには戦闘力を有している。
井倉（いくら）
イヲリのクラスメイト。もともといじめられていたが、イヲリが分け隔てなく話しかけてくれたことに感謝しており、イヲリの記憶を蘇らせる鍵となった。

## 用語解説

### 妖術
玄力（げんりょく）、妖術（ようじゅつ）
全ての人間に眠る超自然の生命エネルギーであり、訓練によって玄力を扱えるようにしたり、その容量を増やしたりする。玄力の修練度を上げることで得られる恩恵が身体強化と妖術である。妖術は人智を超えた不思議な力であり、爆発するダルマの生成や衝撃波の発生など多岐にわたる。妖術は基本的な移動術や結界術を除き1人につき1つだが、初代漣家当主のような例外も存在する。
妖術師（ようじゅつし）
玄力を身体に巡らせ、身体を強化し妖術を扱う人間のこと。もともとアングラな存在であり、表社会に関わらないのが暗黙の了解だったが、斉廷戦争で活躍したことで以降表社会でも活動するようになった。東京には1000人以上の妖術師がおり、日本で最も多い場所である。
餓者の炎骨（がしゃのえんこつ）
緋雪が懐柔している妖術。その他の妖術とは一線を画す異能であり、緋雪は「陸郎（りくお）」と呼んでいる。
蔵（くら）
初代漣家当主が生み出した亜空間。かなり異端な妖術であるため、儀式を行うことで代々漣家当主が継承してきた。蔵の中には、主に楽座市に出品される商品や戦闘用の武器が保管されている。登録したものと登録したものに紐づくものを蔵の中に収納したり、自由に転送したりすることができる。

### 妖刀
日本一の刀匠・六平国重によって作られた妖術を刻み込まれた特別な刀。斉延戦争中に6本が作られ、妖刀六工と呼ばれている。6本のうち真打を除く5本が劣勢だった戦況を好転させ、真打が日本を勝利へと導いた。戦後は国重の工房に保管されていたが、毘灼によって奪われた。千鉱が振るう淵天は、戦後作られた7本目の妖刀である。妖刀には『本領』と呼ばれる領域があり、契約者の何かしらの変化によって引き出される力である。
一、淵天（えんてん)
所有者は千鉱。玄力反応は金魚。妖術は斬撃を飛ばす涅（くろ）、妖術を吸収・放出する猩（あか）、身体強化の錦（にしき）の3つ。
二、真打（しんうち)
所有者は剣聖。玄力反応は虫。「真打」は通称であり、本来の名前は「勾罪（まがつみ）」。他の妖刀とは違い異質であり、保管されている箱の上から注連縄が付けられており、神奈備による封印も施されている。妖術は足止めの蛛（クモ）、花畑を伴う侵食する玄力を放つ蜻（トンボ）、全方位に斬撃を飛ばす蜈（ムカデ）。人間の生命力を吸い取る能力があり、斉廷戦争の際に暴走して小国の民20万人を殺害した。
三、刳雲（くれぐも)
所有者は巳坂→双城→千鉱。玄力反応は雲の龍。妖術は雷を放つ鳴（めい）、水を放出する降（こう）、氷を発生させる結（ゆい）。
四、酌揺（くめゆり)
所有者は漆羽→昼彦。玄力反応は花魁。妖術は酔いによる幻覚を引き起こす宴（えん）、周囲の物体を自由自在に操る遊（ゆう）。
五、飛宗（とびむね)
所有者は座村。玄力反応は鳥類。妖術は玄力感知の梟（ふくろう）、舞う羽と自分の位置を入れ替える鴉（からす）、自他の傷を治癒する雀（すざく）。
六、？
七、？
命滅契約（めいめつけいやく）
六平国重が作刀時にすべての妖刀に施した、特殊な妖術による制限機構。一度妖刀の所有者となれば、死ぬまで所有者のみが妖刀の力を扱えるというもの。その所有者が死亡すると妖刀が誰でも契約できる状態になる。この制限機構によって、毘灼は妖刀を奪っても所有者が生きているため妖刀を使うことができずにいた。命滅契約を結ぶと、その者がもともと有していた妖術を失う。真打の命滅契約は他の5本の命滅契約と連動しており、真打の所有者が死ぬと、自動的にほかの5人も死亡する。このため神名備は真打の破壊ができず、剣聖の幽閉と真打の封印という妥協策を強いられている。
雫天石（だてんせき）
妖刀の原料であり、戦時中に発見され、250㎏ほどしか確認されていない。玄力を込めると人体では生成・保持できないほどに高密度な玄力に膨れ上がる。しかし、膨れ上がった玄力が人体にまで流れ込み、耐えきれなかった身体は張り裂けて死んでしまう。そんな中、歴史上で国重だけが雫天石の力を安定化させることに成功した。双城はこれを加工し、使うと妖刀レベルの玄力の出力を得られるが、その後死に至る武器を開発した。

### 組織
神奈備（かむなび）
日本に雇われた妖術師の集団。前身として「対妖術戦略陸軍」という名の組織があり、設立されたのは斉廷戦争後。5人の妖刀所有者を保護もしくは幽閉している。剣聖を除く4人は日本各地に散らばる神奈備の専有地・慚箱にて匿っているが、剣聖は幽閉している。毘灼によって妖刀が奪われて以降、所有者の護衛に人員を大きく割かれており、日本の治安維持にまで手が回らなくなっている。
毘灼（ひしゃく）
10人の妖術師からなる少数組織。4年ほど前から活動が知られるようになり、3年前に国重と巳坂を殺し、妖刀六工を奪った。各地の反社会組織の後ろ盾にもなっている様子。
居合白禊流（いあいびゃっけいりゅう）
剣客・白廻逸夫が「最速こそ最強」という考えのもと考案した流派。鞘に玄力を限界まで閉じ込め、生んだ溜めを抜刀と共に爆ぜさせ初動に乗せる抜刀術。
礼玄一刀流（れいげんいっとうりゅう）
150年の歴史をもつ流派。50名以上の門弟を抱える。

### 出来事
斉廷戦争（せいていせんそう）
18年前、日本に襲来した小国の民との間に起こった戦争。日本中の妖術師の集結を以ってしても劣勢が長く続いたが、国重の生み出した六振りの妖刀により日本が勝利した。
楽座市（らくざいち）
漣家が代々取り仕切る、裏社会の要人が日本各地から集まる闇の競売。作中で描かれた楽座市は208回目の開催。

### 地名
慚箱（さんそう）
日本各地に4か所存在する神奈備の専有地。3年前の国重と巳坂の死を受け、4名の契約者をそれぞれの慚箱で保護している。現在判明しているのは、富山県に位置し漆羽を保護する国獄温泉（こくごくおんせん）、奈良県に位置し座村を保護する仙沓寺（せんくつじ）の2つ。
小国
22年前、突如として日本の東南の海域に現れた国。その民は雫天石に適応した強靭な肉体を持っており、小国と日本との間で斉廷戦争が勃発した。
京都殺戮ホテル
曲者処刑場

## 年表
第1話の千鉱と柴が爻龍組のアジトに襲撃する時点を基準とする。

### 過去
78年前
たえが生まれる。
40年前（6月5日）
六平国重が生まれる。
39年前（10月15日）
柴登吾が生まれる。
30年前（6月6日）
双城厳一が生まれる。
29年前
漣円慈が生まれる。
23年前（9月16日）
漣宗也が生まれる。
22年前
日本の南東の海域に突然「小国」が現れる。
漣珠紀が生まれる。（どちらが先かは不明）
19年5か月前
斉廷戦争開始。
時期不明
六平国重が妖刀六工を開発する。
18年前（8月11日）
六平千鉱が生まれる
18年前（9月27日～10月2日のどれか）
斉廷戦争終結。真打による小国民の抹殺（厄災）が起きる。
17年前（3月27日）
漣伯理が生まれる。
17年前
イヲリが生まれる。
16年前（2月8日）
漣天理が生まれる。
9年前（春）
漣家10代目当主の漣宗羅が亡くなる。
9年前
座村が離婚していた元妻から娘のイヲリを引き取る
8年前
座村の元妻が病死。その直後、幽が座村に接触する。
7年半前
座村とイヲリの同居生活が終わる。
約4年前
毘灼が動きを見せ始める。
3年2か月前（38か月前）（8月）
毘灼によって国重が殺され妖刀が奪われる。同時期に妖刀契約者の一人である巳坂も殺される。
時期不明
巳坂以外の妖刀契約者4人が神名備の慚箱で保護される。
座村と毘灼が一定の条件のもと協定を結ぶ。（この2つの順番は不明）
3年前（10月）
千鉱とヒナオが初めて会う。
2年と少し前
巻墨がイヲリに「自身を含めた周囲の人間がイヲリを座村の娘だと認識できなくなる」という封印をかける。
2か月前（8月）
伯理が氷の肌の女の脱走を手助けし、氷の肌の女は自殺。その責任を取り、伯理は漣家を追放される。
6日前（10月2日）
双城が毘灼から刳雲を受け取る。

### 現在
0日（10月8日）
物語開始。千鉱と柴が毘灼と繋がる爻龍組のアジトに攻め入り、毘灼の情報を得ようとする。
1日後（10月9日）
千鉱と柴が東京に行き、ヒナオやシャルと会う。シャルから妖刀の情報を手に入れ、複数の妖術師と戦闘する。その後、双城がヒナオの店「ハルハル」にやって来る（千鉱と双城の一回目の戦闘）。この戦闘を近くの店で見ていた伯理が千鉱に衝撃を受ける。
6日後（10月14日）
千鉱が目を覚ます。千鉱が双城のアジトに攻め込みシャルを救出する。対刳雲特選部隊が双城と戦い敗北する。その後、千鉱と双城が戦う（千鉱と双城の二回目の戦闘）。千鉱が勝利し、双城は死亡。刳雲は折れる。
16日後（10月24日）
神奈備が双城の死亡を確認。緋雪に千鉱に接触し刳雲と淵天の回収の命が下る。
24日後（11月1日）
真打が出品される楽座市の情報を探るため、千鉱がヤクザの拠点を回っていたところ、偶然伯理と会う。その直後、緋雪と戦闘する。伯理から楽座市と漣家についての情報を手に入れる。千鉱と柴が漣京羅の屋敷に侵入するが、京羅に撃退される。
26日後（11月3日）
緋雪が楽座市に淵天が出品されることを知る。奪われた淵天を利用して、千鉱が蔵の調査を始める。
27日後（11月4日）～29日後（11月6日）
蔵の調査を継続する。
31日後（11月8日）
第208回楽座市開催の日。
32日後（11月9日）
千鉱が神奈備に加入。毘灼の国獄襲撃を受け、千鉱と伯理が漆羽を護衛しに向かう。
33日後（11月10日）
千鉱が目覚める。淵天と再契約をする。
36日後（11月13日）
千鉱と巻墨が京都に行く。

## 作風
OKAMOTO'Sのオカモトショウによると、本作は「“刀”がポイントになっていて、妖術的な技を使う」点においては『BLEACH』に近く、ダークヒーロー系の作品である。「コマ割りはわりと大きめで、細かい説明がなくてもしっかりストーリーが動いていく」よう描かれており、絵やデフォルメ表現も上手である。刀を中心として、妖術のほか、「日本古来のファンタジーの要素」を盛りこんだ世界観となっている。
東京が描かれている場面では、高層ビルやタワーのデザインがおしゃれに描かれている。オカモトは日常のシーンとバトルシーンの緩急のバランスがよく、それでいて「違和感なくストーリーが進んでいく」点が本作の良さであると語っている。

## 反響
本作は作者の外薗による初の長編での連載作品である。しかし第1話が掲載された時点の2023年9月19日、日本、中国、韓国を除いて世界中で配信されている集英社のアプリ「Manga Plus」でのランキングで、10位入りを果たす。これは『ブラッククローバー』と『SPY×FAMILY』を抑えてのものであった。24日時点では5位に入り、『僕のヒーローアカデミア』を抑えている。
原因のひとつとして、本作は第1話が掲載される42号が発売される19日より前に、14日時点でインターネット上に内容がリークしていたことが挙げられる。その時点でファンアートや既存の漫画と比較する画像などが以前の新連載と比較すると多く投稿されていた。さらに、本作はインターネットミームの画像が多く制作された。主人公の千鉱の画像を使用し、「ジャンプ史上最高の漫画」と投稿されたのをはじめとして、『ONE PIECE』のモンキー・D・ルフィなど、ジャンプの人気作品の主人公と千鉱のコラ画像が制作され、「カグラバチ最高！」と投稿された。編集者のアナイスによると、本作は「もともと日本刀を使ったり、妖術が登場したりと昨今のジャンプの人気作品の特性を掴んでいる作品なので海外ファンから注目されるのも自然に感じる」が、ファンがアニメ化を前提としたオフィシャルサウンドトラックを投稿したタイミングで、ミームに拍車がかかっている。これをきっかけとして、自作アニメや千鉱役の声を自身で吹き替えた動画、PlayStation 4のソフトに本作の写真を入れるものなどが投稿された。これらが現実で起きた既成事実かのように投稿され、それに過剰に反応があったことで、本作のミームは現象化している。クソコラや事実無根の情報もあったが、本作の人気を押し上げる形となった。その後、これらのミームに嫌気がさした人から、ミームに対して批判的な意見も挙がっている。

## 書誌情報
- 外薗健『カグラバチ』 集英社〈ジャンプ コミックス〉、既刊8巻（2025年7月4日現在）
  1. 「すべきこと」 2024年2月7日第1刷発行（2024年2月2日発売[7][16]）、ISBN 978-4-08-883819-9
  2. 「淵天vs刳雲」 2024年5月7日第1刷発行（2024年5月2日発売[17]）、ISBN 978-4-08-883880-9
  3. 「闇の騎士」 2024年7月9日第1刷発行（2024年7月4日発売[18]）、ISBN 978-4-08-884116-8
  4. 「対等」 2024年10月9日第1刷発行（2024年10月4日発売[19]）、ISBN 978-4-08-884209-7
  5. 「熱狂」 2024年12月9日第1刷発行（2024年12月4日発売[20]）、ISBN 978-4-08-884348-3
  6. 「夜更け」 2025年3月9日第1刷発行（2025年3月4日発売[21]）、ISBN 978-4-08-884399-5
  7. 「夜戦」 2025年5月7日第1刷発行（2025年5月2日発売[22]）、ISBN 978-4-08-884413-8
  8. 「夜明け」 2025年7月9日第1刷発行（2025年7月4日発売[23]）、ISBN 978-4-08-884566-1